# Scarlett Souren
Scarlett Souren, née le 4 décembre 2003 à Meerssen, est une coureuse cycliste néerlandaise, elle est considérée comme une pure sprinteuse.

## Biographie

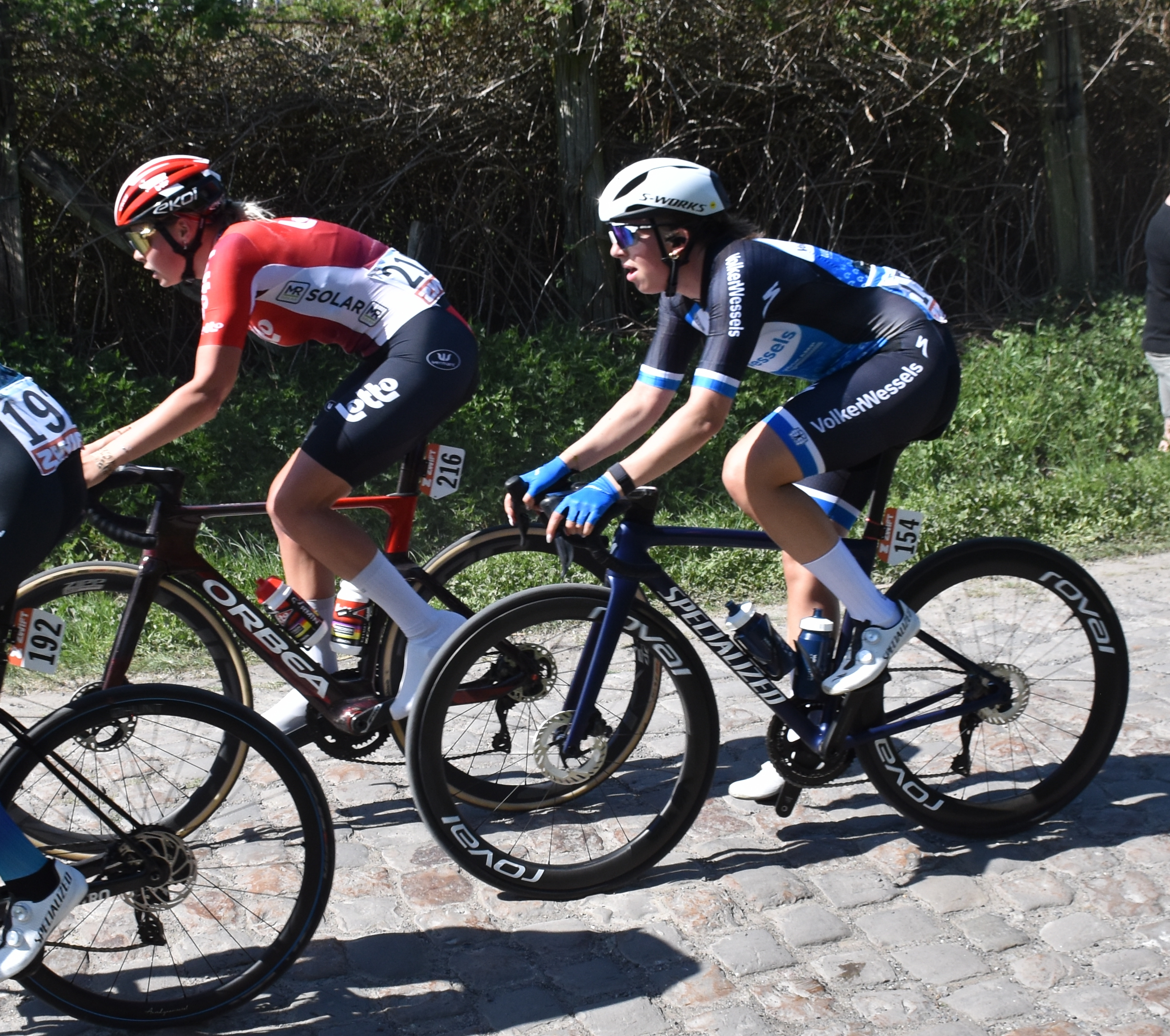
Scarlett Souren # 154 lors de Paris-Roubaix 2025.

## Palmarès sur route

### Par années
- 2021
  - 3e du championnat des Pays-Bas du contre-la-montre juniors
- 2022
  - Trofee Maarten Wynants
- 2023
  - 2e de l'Egmont Cycling Race
- 2024
  - 3e étape du Tour de Pologne
  - Grand Prix Yvonne Reynders
  - Prologue du Tour de Toscane féminin-Mémorial Michela Fanini
  -  Médaillée d'argent du championnat d'Europe sur route espoirs
  - 2e du Festival Elsy Jacobs à Luxembourg
  - 2e du Tour de Pologne
  - 2e du Trofee Maarten Wynants
  - 2e de l'Argenta Classic-2 Districtenpijl
  - 3e de la Cyclis Classic
  - 3e du Tour de l'île de Chongming
- 2025
  - Midwest Cycling Classic
  - Argenta Classic-2 Districtenpijl

### Classements mondiaux
| Année                                 | 2022 | 2023 | 2024 |
| ------------------------------------- | ---- | ---- | ---- |
| Classement UCI                        | 308e | 581e | 34e  |
| UCI World Tour                        | nc   | nc   | 75e  |
|                                       |      |      |      |
| Légende : nc = non classéSource : UCI |      |      |      |